# Calliteara cerigoides
Calliteara cerigoides là một loài côn trùng trong họ Erebidae. Loài này được Walker miêu tả khoa học đầu tiên năm 1862.
Đây là loài gây hại của các cây trong chi Hopea, phát triển phổ biến ở Indonesia.